# The Kansas Terrors
The Kansas Terrors è un film del 1939 diretto da George Sherman.
È un film western statunitense con Robert Livingston, Raymond Hatton e Duncan Renaldo. Fa parte della serie di 51 film western dei Three Mesquiteers, basati sui racconti di William Colt MacDonald e realizzati tra il 1936 e il 1943.

## Produzione
Il film, diretto da George Sherman su una sceneggiatura di Jack Natteford e Betty Burbridge con il soggetto di Luci Ward (storia) e William Colt MacDonald (creatore dei personaggi), fu prodotto da Harry Grey per la Republic Pictures e girato a Burro Flats nelle Simi Hills e nel CBS Studio Center di Los Angeles, in California dal 19 agosto 1939 al 1º settembre 1939. Il titolo di lavorazione fu Heroes of the Saddle (titolo che fu poi utilizzato per il film Heroes of the Saddle).
Il film segna l'esordio di Duncan Renaldo nel ruolo di uno dei tre mesquiteer e il ritorno di Livingstone nel ruolo di Stony Brooke (interpretato da John Wayne negli otto film precedenti).

## Distribuzione
Il film fu distribuito negli Stati Uniti dal 6 ottobre 1939 al cinema dalla Republic Pictures.